# Antonio Sciortino
 (mai 2020).
Antonio Sciortino (Ħaż-Żebbuġ, 25 janvier 1879 - 10 août 1947) était un sculpteur maltais dont l'œuvre reflète plusieurs mouvements, du réalisme au futurisme, ainsi que l'influence d'Auguste Rodin. Il étudia et travailla à Rome où il dirigea la British Academy of Arts (1911–1936) et, de 1937 à sa mort, il fut conservateur du National Museum of Fine Arts de Malte.

## Biographie, œuvres et style
Dès son enfance il s'adonne à la sculpture.

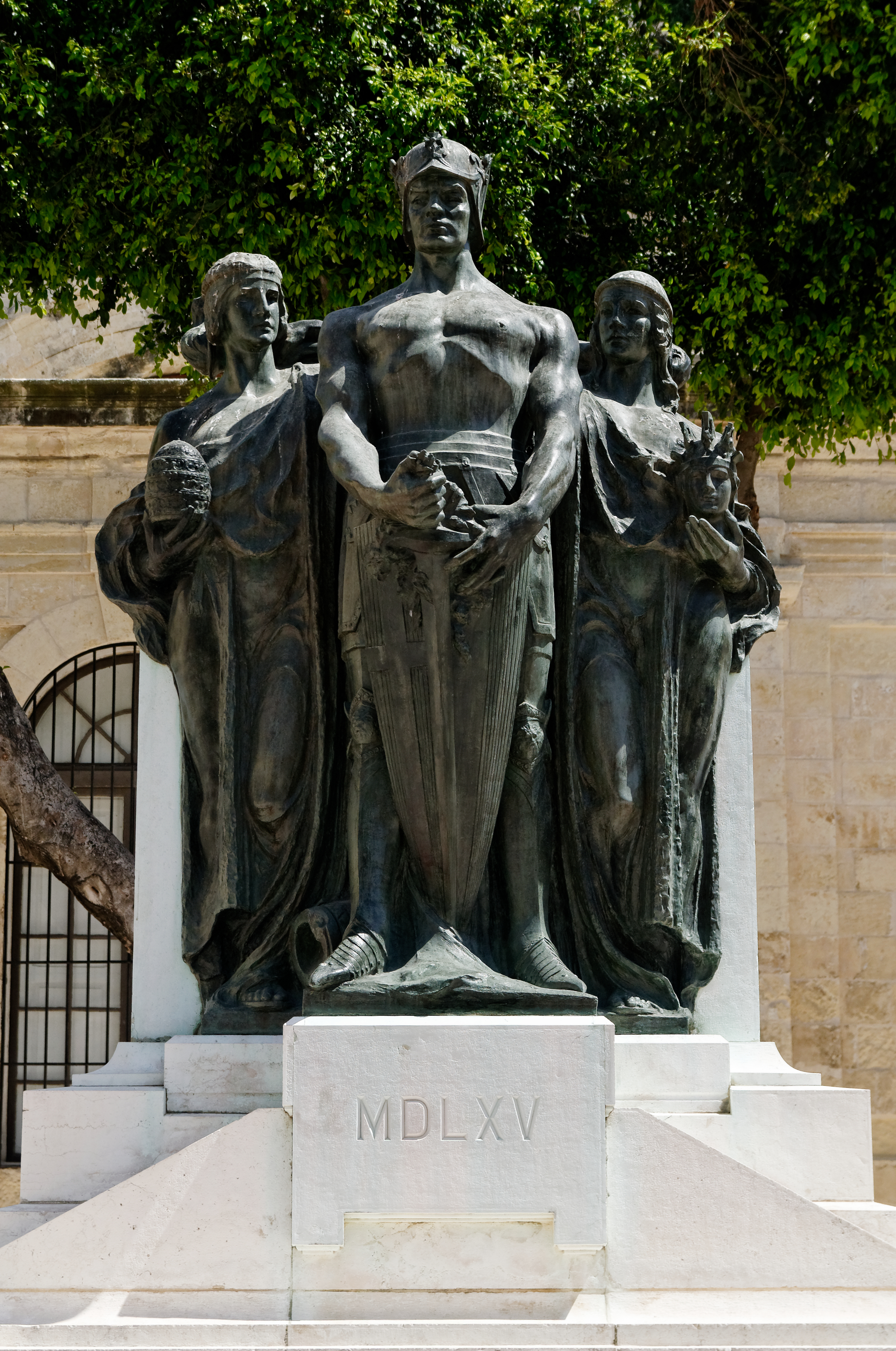
Great Siege Monument par Sciortino

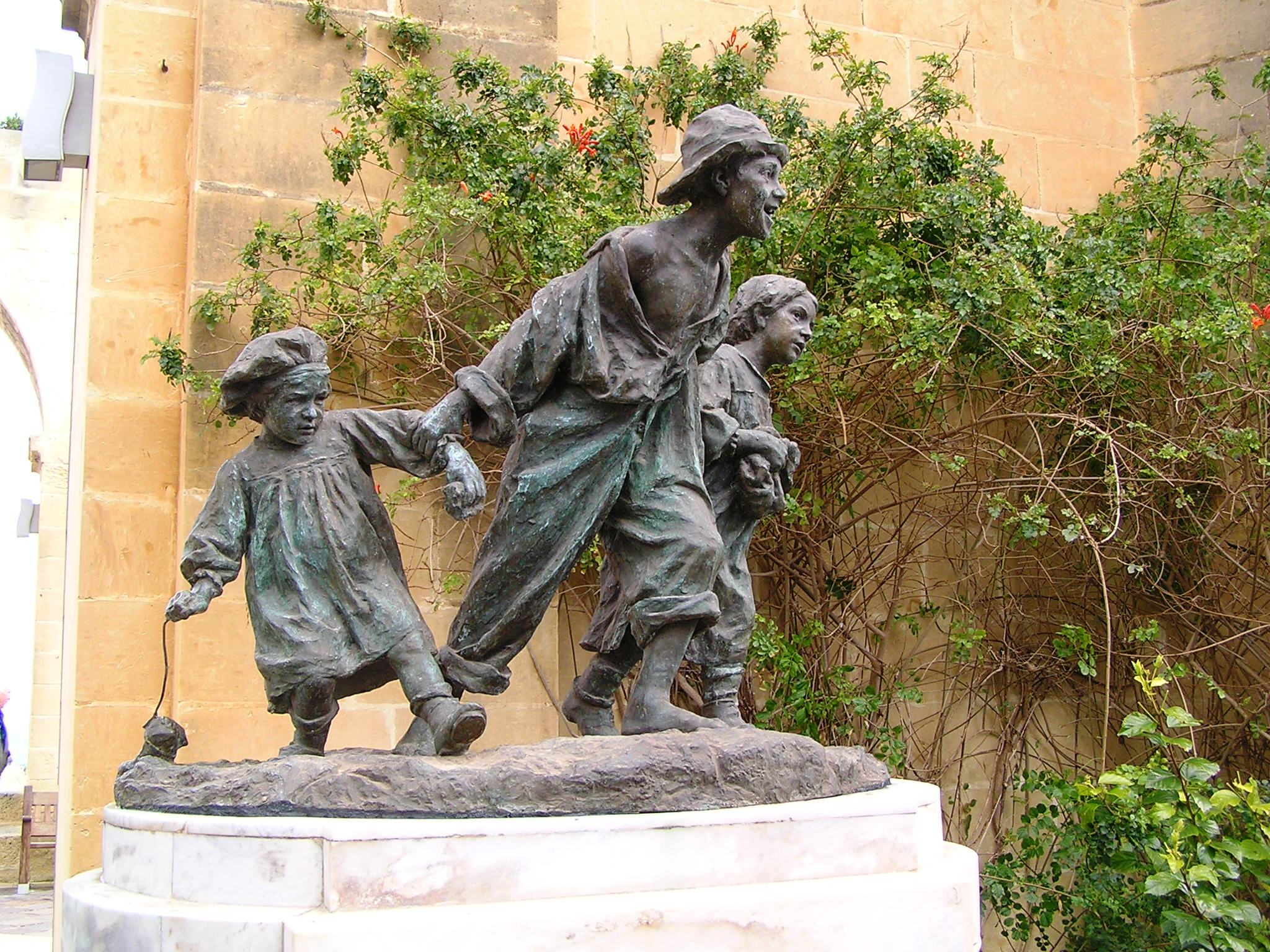
Les Gavroches, Barrakka Garden, Valletta

Ses principales œuvres sont Les Gavroches, inspiré de Victor Hugo, Speed d'inspiration futuriste, Arab horses. Dangerous sport (1937), qui orne une pièce commémorative de 50 € d’un programme européen.

## Chronologie
- 1902 : Il filosfo – ?
- 1903 : Testa di Vecchio – ?
- 1904 : Studio di Donna – ?
- 1904 : Les Gavroches – 	MUŻA, Valletta, Malta
- 1907 : Monument avec buste en bronze de Sir Adrian Dingli
- 1909 : irredentismo
- 1911 : Design and model of Alessandru II
- 1913 : Kompetizzjoni Statwa ta' Shevchenko
- 1913 : Kristu Re
- 1914 : bidu ta' xogħol fuq munument ta l-ewwel gwerra
- 1923 : Pavlovic Cechov monument
- 1923-24 : Rhythmii Vitae (Check Date)
- 1929 : Siortino jieħu sehem f'kompetizzjoni internazzjonali f'Parigi
- 1931 : talba ta' tħejjija ta' ghoxrin skultura ta' l-arti mill-Kummisjoni Ammerikana ta' l-arti
- 1936 : Fermeture de The British Academy in Rome
- 1945 : Monument à Lord Gerald Strickland

Œuvres non datées
- Lavoratore, Casa del Popolo Ruma
- Twaqqif tas-sussidju mil-Gvern ta' Malta
- Jingħata Kummisjonijiet barra min Ruma
- Germinando un Idea
- Remorse
- Leo Tectomices
- Sciortino rencontre Auguste Rodin